# Монти-Тибуртини (станция метро)
«Монти-Тибуртини» (итал. Monti Tiburtini) — станция линии B Римского метрополитена. Открыта 8 декабря 1990 года. Названа в честь одноимённой местности. Из-за строительства этой станции в 1980-е годы были снесены находящиеся здесь теннисные корты и футбольное поле.

## Окрестности и достопримечательности
Вблизи станции расположены:
- Больница имени Алессандро Пертини

## Наземный транспорт
Автобусы: 61, 111, 441, 450, 542, 544, 548.